# Charakene

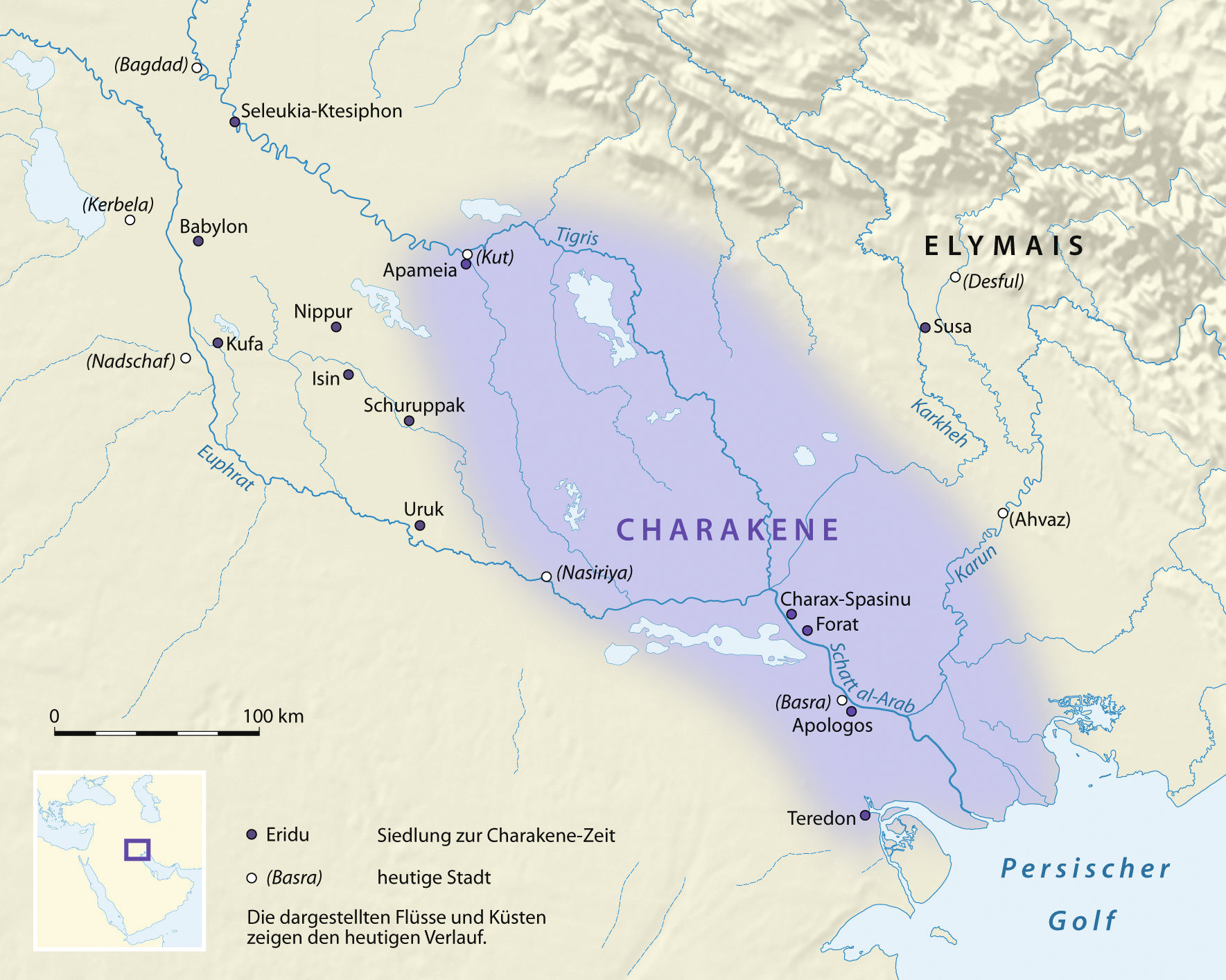

Charakene of Mesene of  Meshan was een koninkrijk gesticht door Hyspaosines in 141 v.Chr. Het koninkrijk behelsde de delta van de rivieren de Tigris en de Eufraat, het oude tweestromenland Mesopotamië. De hoofdstad was Charax Spasinu, vandaar de naam Charakene. Het was min of meer een vazalstaat van het Parthische Rijk. Het was een handelsnatie, voornamelijk met India.
Toen de Romeinse keizer Trajanus in 115 na Chr. de regio veroverde nam hij contact op met koning Attambelos VII en maakte plannen voor eventuele handelsbetrekkingen. De Parthische koning Vologases IV veroverde rond 150 Charakene en de Romeins-Parthische Oorlog (161-166) maakte een definitief einde aan de samenwerking met Rome.
Charakene ging samen met het Parthische Rijk te onder, toen het werd veroverd door de Sassaniden in 224. De naam van de hoofdstad veranderde van Charax naar Maysān.